# Jurij Kołomijeć
Jurij Panasowycz Kołomijeć (ukr. Юрій Панасович Коломієць; ros. Юрий Афанасьевич Коломиец; ur. 25 października 1925 w Chrystyniwce, zm. 2014 w Kijowie) – działacz państwowy i partyjny Ukraińskiej SRR.

## Życiorys
Z pochodzenia Ukrainiec. W latach 1944–1948 służył w Armii Czerwonej/Armii Radzieckiej, brał udział w II wojnie światowej, od 1953 należał do KPZR. W 1954 ukończył studia w Instytucie Rolniczym w Humaniu, od 1959 był funkcjonariuszem partyjnym i państwowym, w latach 1965–1970 pełnił funkcję sekretarza Komitetu Obwodowego KPU w Czerkasach, 1970–1977 był zastępcą i I zastępcą ministra gospodarki rolnej Ukraińskiej SRR. Potem (1977–1979) minister sowchozów Ukraińskiej SRR, w latach 1979–1980 I zastępca przewodniczącego Gospłanu Ukraińskiej SRR, 1980–1990 I zastępca przewodniczącego Rady Ministrów Ukraińskiej SRR, 1985–1989 przewodniczący Państwowego Komitetu Agroprzemysłowego Ukraińskiej SRR. Od 3 marca 1981 do 2 lipca 1990 zastępca członka KC KPZR, od 8 lutego 1986 do 13 czerwca 1990 członek Biura Politycznego KC KPU. Deputowany do Rady Najwyższej ZSRR 10 i 11 kadencji, deputowany ludowy ZSRR.